# Линдфорс, Фёдор Фёдорович
Фёдор Фёдорович Линдфорс (1807—1871) — русский генерал, участник Русско-турецкой войны 1828—1829 годов.

## Биография
Родился в 1807 году, был старшим сыном генерала Фёдора Андреевича Линдфорса. С 1817 года воспитывался в Пажеском корпусе, откуда был выпущен 14 июня 1826 года прапорщиком в лейб-гвардии Егерский полк и через два года, 18 июля 1828 г., произведён в чин подпоручика.
В этом же году он принял участие в войне с Турцией, переправясь через Дунай за границу в Болгарию, и находился при отражении сильных неприятельских вылазок 25 сентября во время блокады крепости Силистрия; отсюда он возвратился в Валахию. В следующем году, 10 мая, он снова, переправившись с действующей армией через Дунай, близ той же крепости, находился при её осаде, потом следовал к крепости Шумле и 30 мая принял участие в сражении при Кулевче против турецкой армии под командой верховного визиря; после решительной атаки, окончившейся поражением турецкой армии, он находился в преследовании неприятеля до самой ночи. При обложении крепости Шумлы, 5 июля, Линдфорс был назначен адъютантом при начальнике 5-й пехотной дивизии генерал-лейтенанте Н. С. Сулиме; по окончании осады, перевалив через Балканы и переправясь через р. Камчик в Румелию до г. Сильви, он следовал через г. Амболь к Адрианополю и участвовал при занятии последнего. В конце августа того же года Линдфорс следовал из городов Каракилис и Визумль снова к Адрианополю и, по заключении 2 сентября мира с Оттоманскою Портой, возвратился со своей дивизией к границам России. За отличия во время кампании 1828—1829 годов Линдфорс был награждён орденами: св. Станислава 3-й степени с императорской короной, св. Анны 4-й степени с надписью «За храбрость», медалью за кампанию, а в 1830 году получил не в зачёт третное жалованье.
Во время вспыхнувшего в 1831 году мятежа в Польше он участвовал в сражении при м. Мариамполе Августовского воеводства, и при истреблении отряда бунтовщиков, сделавшего нападение на Шлиссельбургский пехотный полк; оттуда, переправясь 17 апреля через р. Неман, он следовал форсированным маршем к м. Кайданам, участвуя при вытеснении и изгнании из этого города отряда Призора, а затем был в деле при м. Шадове против мятежников, бывших под предводительством графов Замойского и Потоцкого, за что был награждён орденом св. Владимира 4-й степени с бантом. В том же году Линдфорс участвовал при вытеснении и преследовании партии поляков из Шавлей (23 апреля) и Россиен (29 апреля). Далее, 12 июня он участвовал при обороне Вильны от мятежников, прорвавшихся из Царства Польского под командою генерала Гелгуда, после чего преследовал их до границ Пруссии и возвратился к главным силам армии. Осень того же года была последним фазисом подавления мятежа в Царстве Польском; 25 и 26 августа Линдфорс участвовал при штурме различных укреплений и взятии Варшавы, при блокаде Модлина с 14 по 18 сентября и в изгнании мятежников из Царства Польского. За штурм Варшавы он получил медаль, а за участие в кампании — польский знак отличия «Virtuti militari» 4-й степени.
25 декабря 1833 года Линдфорс был переведён в лейб-гвардии Семёновский полк, через месяц, за отличия по службе, был награждён чином поручика с утверждением в должности адъютанта, а через год за выдающиеся отличия по службе был произведён в штабс-капитаны.
Высочайшим приказом 12 мая 1836 года он был назначен состоять для особых поручений при командире отдельного Сибирского корпуса генерал-лейтенанте князе Горчакове; в 1838 году за усердную службу Всемилостивейше награждён бриллиантовым перстнем и через год — орденом св. Станислава 2-й степени. В 1840 году Линдфорс был назначен адъютантом при генерал-лейтенанте князе Горчакове, но к этой должности явился только при вторичном назначении Высочайшим приказом 28 февраля 1842 г.; за этот промежуток он, с разрешения военного министра, был прикомандирован к Образцовому пехотному полку для усвоения фронтовой и гарнизонной службы и 6 декабря 1840 года был произведён в чин гвардии капитана.
23 февраля 1843 года Линдфорс получил орден св. Станислава 1-й степени с императорской короной. 29 декабря 1844 года он был переименован в армии подполковники с назначением председателем пограничного управления Сибирских киргизов, сменив на этом посту генерал-майора от кавалерии Николая Денисовича Фалецкого. 19 августа 1845 года был произведён в полковники, через год снова был прикомандирован к Образцовому пехотному полку, а 9 июня 1846 года был назначен помощником окружного генерала 7-го округа корпуса внутренней стражи.
От этой должности Линдфорс был уволен в отставку с производством в генерал-майоры, поселился в приобретённом им в Городенском уезде Черниговской губернии имении Олешня, и занимал в этом уезде должность почётного мирового судьи до самой смерти, последовавшей 8 января 1871 года.